# ممیرو
مَمیرو (به معنی نامیرا) یک فیلم ایرانی به کارگردانی سید هادی محقق، محصول سال ۱۳۹۴ است. این فیلم نخستین بار در بیستمین دورهٔ جشنوارهٔ بین‌المللی فیلم بوسان به نمایش درآمد و در این جشنواره به جوایز بهترین فیلم بخش «جریان‌های نو» و فیپرشی دست یافت.

## بازیگران
- یدالله شادمانی در نقش ایاز
- میثم فرهموند در نقش ابراهیم
- فاطمه بهادر در نقش نرگس
- پریسا واصلی
- مهیار آب‌روان
- طلوع جهانبازی
- منوچهر اشکویی

## جوایز و نامزدی‌ها
| سال  | جایزه                                                | دسته                            | دریافت‌کننده | نتیجه |
| ---- | ---------------------------------------------------- | ------------------------------- | ----------- | ----- |
| ۲۰۱۵ | بیستمین جشنوارهٔ فیلم پوسان                           | جریان‌های نو                     | ممیرو       | برنده |
| ۲۰۱۵ | بیستمین جشنوارهٔ فیلم پوسان                           | جایزهٔ فیپرشی                    | ممیرو       | برنده |
| ۲۰۱۶ | چهاردهمین جشنوارهٔ بین‌المللی فیلم                     | بهترین فیلم                     | ممیرو       | برنده |
| ۲۰۱۶ | سیزدهمین جشنوارهٔ بین‌المللی فیلم زردآلوی طلایی ایروان | زردآلوی نقره‌ای بهترین فیلم بلند | ممیرو       | برنده |
| ۲۰۱۶ | سیزدهمین جشنوارهٔ بین‌المللی فیلم زردآلوی طلایی ایروان | هیئت داوران کلیسای جهانی        | ممیرو       | برنده |
| ۲۰۱۶ | چهاردهمین جشنواره فیلم کشورهای آسیا پاسفیک           | جایزهٔ نتپک                      | ممیرو       | برنده |